# ダニエル・ロヴィッツ
ダニエル・ロヴィッツ（Daniel Lovitz、1991年8月27日 - ）は、アメリカ合衆国出身の同国代表プロサッカー選手。ポジションはDF。メジャーリーグサッカー・ナッシュビルSC所属。

## クラブ経歴
2014年1月、MLSスーパードラフトの2巡目（全体24人目）でトロントFCに指名された。直後、トロントFCと業務提携していたUSLチャンピオンシップのウィルミントン・ハンマーヘッズFCにレンタル移籍した。4月5日、ハリスバーグシティ・アイランダーズ戦でプロデビューを果たした。翌週のピッツバーグ・リバーハウンズ戦でプロ初ゴールを決め、4-3の勝利に貢献した。
2014年12月、エクスパンションドラフトでニューヨーク・シティFCに指名されたが、一般分配金とのトレードでトロントFCに残留した。
2017年2月、モントリオール・インパクトと契約を結んだ。
2019年11月、総額10万ドルの金銭トレードで2020年シーズンよりナッシュビルSCに加入することが発表された。

## 代表歴
2019年1月に開催されたパナマ代表との親善試合でアメリカ合衆国代表デビュー。

## タイトル

### クラブ
モントリオール・インパクト
- カナディアン・チャンピオンシップ: 2019